# Austrorhynchus spinosus
Austrorhynchus spinosus is een platworm (Platyhelminthes). De worm is tweeslachtig. De soort leeft in het zoute water.
Het geslacht Austrorhynchus, waarin de platworm wordt geplaatst, wordt tot de familie Polycystididae gerekend. De wetenschappelijke naam van de soort werd voor het eerst geldig gepubliceerd in 1977 door Karling.